# هایپرمارکت

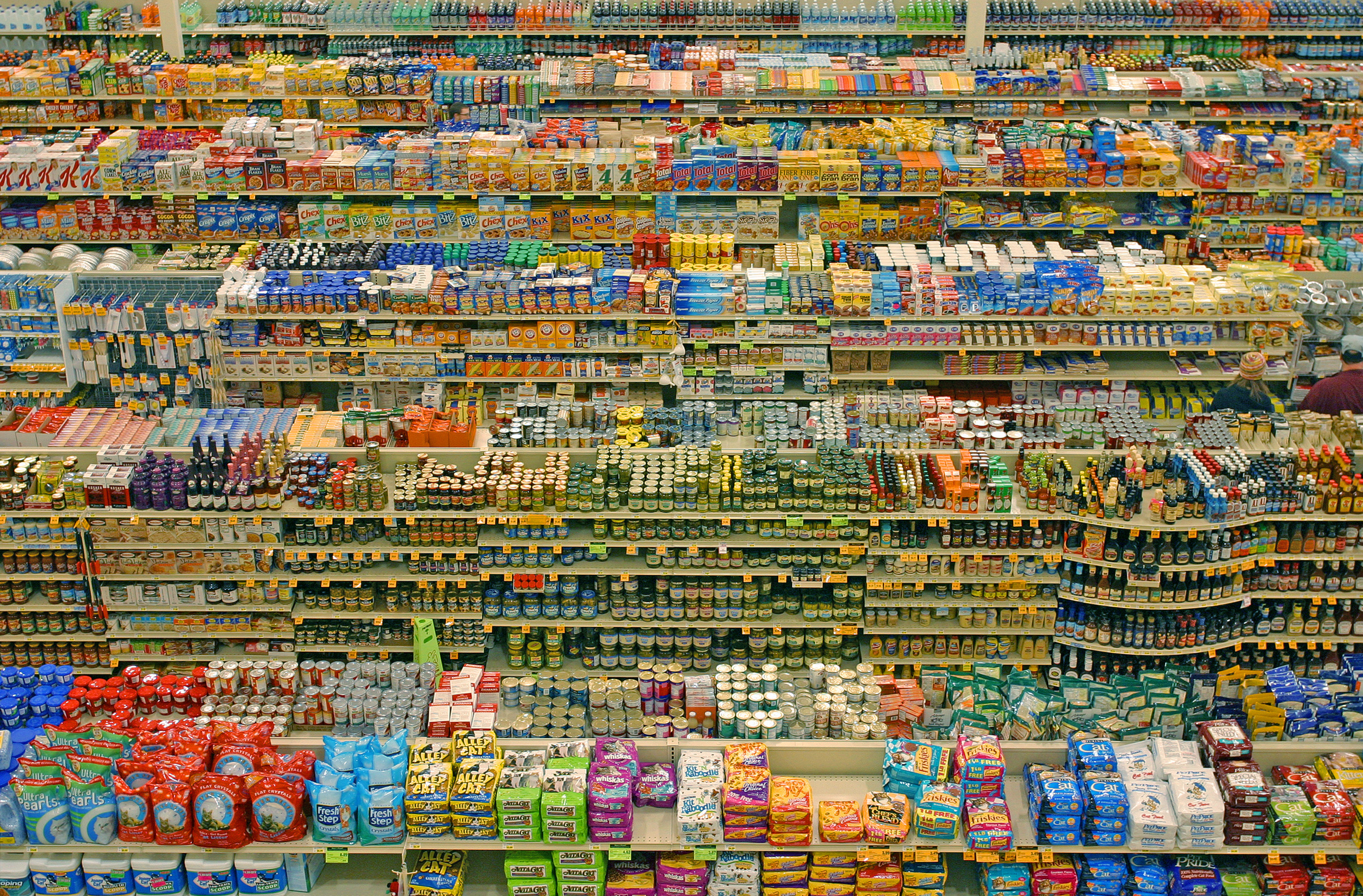
یک هایپرمارکت متعلق به فرد مایر، در پورتلند، اورگن

ابرفروشگاه یا هایپرمارکت، (به انگلیسی: Hypermarket) در تجارت و بازرگانی به فروشگاهی که از ترکیب کالاهای مربوط به سوپرمارکت‌ها و فروشگاه‌های چندمنظوره، در مقیاسی بزرگ استفاده می‌کنند، گفته می‌شود.مشهورترین هایپرمارکت‌‌ها متعلق به شرکت‌های کارفور، وال‌مارت، تارگت، تسکو، کاستکو، سیرز، کروگر، مترو آگ، آلدی و لیدل و در ایران می‌توان به افق کوروش  اشاره کرد.